# Пюи-дю-Фу
Пюи-дю-Фу — исторический тематический парк. Находится в посёлке Лез-Эпесс (между Шоле и Ла-Рош-сюр-Йон) в самом сердце региона Вандея в Западной Франции. Парк принимает более 2 миллионов посетителей каждый год, что делает его вторым по популярности тематическим парком во Франции после Парижского Диснейленда.

## История
История Пюи-дю-Фу в качестве тематического парка началась в 1977 году, когда Филипп де Вилье, тогда 27-летний студент (ныне известный французский политик), решил создать оригинальное шоу под названием «Cinéscénie».
13 июня 1977 года он обнаружил руины старинного замка в стиле Ренессанс в деревне Лез-Эпесс близ Шоле, и написал сценарий о местной семье по фамилии Мопийе (Maupillier, реальная фамилия солдата из Вандеи во время Вандейского восстания в годы французской революции), с XIV века и до Второй Мировой Войны.
Филипп де Вилье организовал ассоциацию из 600 членов. В настоящее время она имеет 3650 членов, её президентом является сын Филиппа де Вилье, Николя де Вилье.
Первое представление Cinéscénie состоялось в июне 1978 года. Поначалу шоу не было успешным, но всё изменилось к концу первого сезона, и позднее шоу превратилось в постоянный парк развлечений.
Официально Большой парк Пюи-дю-Фу был открыт рядом с площадкой шоу Cinéscénie в 1989 году и сегодня является одним из самых популярных тематических парков во Франции.
Дважды, в 1993 и 1999 годах, становился местом Большого старта (фр. Grand Départ) велошоссейного гранд-тура Тур де Франс.
На 13 августа 2018 года, в Гранд-Парке запустили программу, где специально обученные грачи летают вокруг парка, чтобы подбирать окурки и другой мелкий мусор.

## Достопримечательности
Парк разделен на 26 основных шоу, каждое из которых занимает примерно 30 — 40 минут.

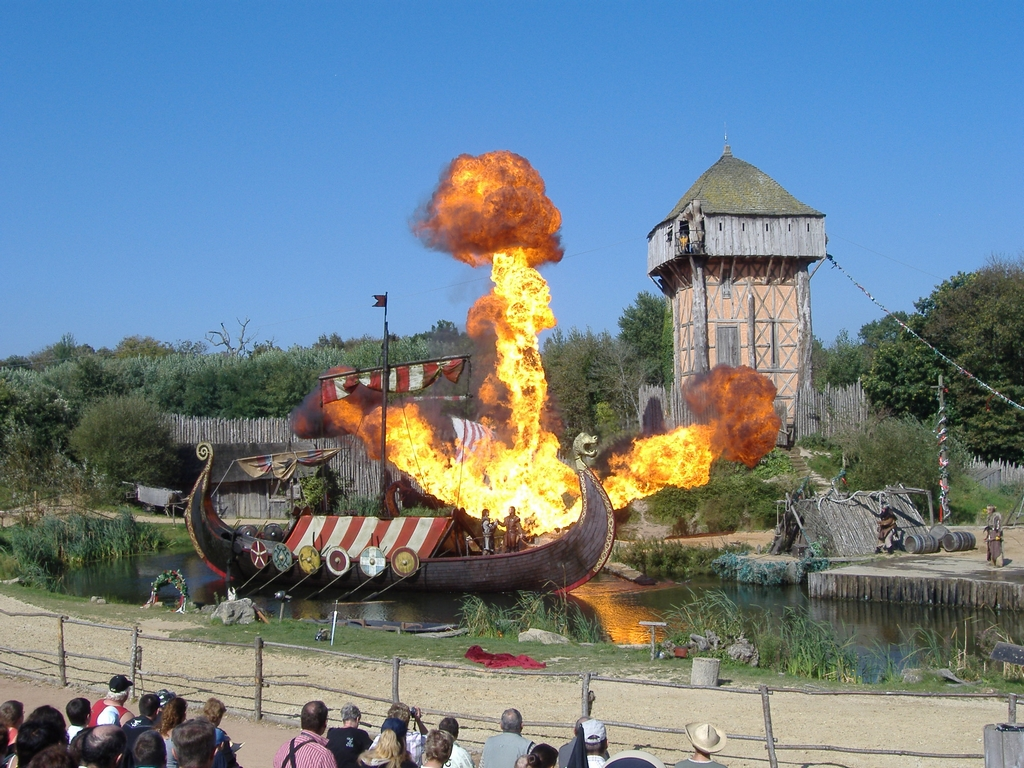
Викинги